# Il figlio di Asterix
Il figlio di Asterix (Le Fils d'Astérix) è la ventisettesima storia a fumetti della serie Asterix, creata dal duo francese René Goscinny (sceneggiatura) e Albert Uderzo (disegni), e la terza scritta e disegnata dal solo Uderzo, dopo la morte del collega avvenuta nel 1977. La sua prima pubblicazione in lingua originale risale al 1983.

## Trama
Un tranquillo mattino nel ben noto villaggio armoricano viene sconvolto quando Asterix trova un neonato in fasce abbandonato davanti alla porta della sua casa. Il consiglio del villaggio (composto da Abraracourcix, Panoramix e Assurancetourix), dopo aver dibattuto la questione, decide di affidarlo al guerriero stesso, in attesa di accertarne l'identità. Asterix si ritrova così, insieme al fido Obelix, a dover accudire un bambino, impresa in cui i due hanno ben poca esperienza e che viene complicata dal fatto che il piccolo riesce a bere la pozione magica, ottenendo così una forza prodigiosa e diventando un serio pericolo per chiunque gli stia intorno.
Nel frattempo, a Condate (l'attuale Rennes), il figlio adottivo di Giulio Cesare, Bruto, venuto a sapere della presenza del bambino nel villaggio, incarica il prefetto romano di Gallia Iulius Spinadicactus di impossessarsene per suo conto, senza però farlo sapere a Cesare. I due partono così per l'Armorica insieme a un manipolo di soldati e, installatisi in un accampamento nei pressi del villaggio, tentano a più riprese di rapire il piccolo, prima inviando uno sprovveduto legionario mascherato da venditore ambulante e poi lo stesso Spinadicactus travestito da balia. I loro sforzi tuttavia non portano risultati, sia per la vigilanza di Asterix e Obelix che per la forza prodigiosa del piccolo, che da sola basta a sventare tutti i tentativi.
Bruto però rifiuta di arrendersi e organizza un assalto notturno in grande stile al villaggio, con ingenti forze militari e l'utilizzo di baliste caricate con proiettili incendiari. Mentre i Galli si riorganizzano per fronteggiare l'improvvisa minaccia e il villaggio va a fuoco, Asterix affida il bambino a Beniamina, che cerca riparo dalle fiamme sulla spiaggia con le altre donne. Qui, però, si imbattono proprio in Bruto, che ha facilmente ragione di loro e riesce a impossessarsi del piccolo, su cui sfortunatamente la pozione magica non fa più effetto, fuggendo poi su una galera di Pirati.
Asterix e Obelix, sconfitti con i loro compagni i Romani e spento l'incendio al villaggio, si lanciano all'inseguimento a nuoto e, raggiunta in fretta l'imbarcazione grazie alla forza di Obelix, affrontano Bruto a suon di sganassoni, salvando così il bambino e riportandolo a terra. Qui i tre, insieme a un malmesso Bruto, vengono raggiunti da Giulio Cesare in persona, giunto in Gallia a chiedere ragione al figliastro di ciò che stava avvenendo. Tutti loro vengono però sorpresi dall'arrivo in pompa magna di Cleopatra, la quale svela finalmente la verità: il bambino non è altri che il figlio suo e di Cesare, Cesarione (il futuro Tolomeo XV), da lei nascosto al villaggio per sottrarlo ai loschi propositi di Bruto, che voleva eliminarlo per restare unico erede di Cesare.
Cesare allora, dopo aver ordinato al figliastro di servire con le legioni nella Germania superiore per punizione, dimostra la propria gratitudine ai Galli offrendosi di ricostruire con i suoi legionari il villaggio andato distrutto. Questi possono così festeggiare la felice conclusione della vicenda con il solito banchetto, che si svolge non sotto le stelle ma alla luce del sole sulla sontuosa galea di Cleopatra, in compagnia della regina egizia, di Cesare e del piccolo Cesarione che dorme beato.

## Personaggi principali
- Asterix: in questa avventura si deve fare i conti con l'arduo compito di prendersi cura di un bebè, che lo elegge insieme ad Obelix suo genitore adottivo. Nel frattempo cerca di scoprirne l'identità, e di tenere a bada i Romani che vogliono rapirlo
- Obelix: cerca di aiutare l'amico ad accudire il piccolo, a cui si affeziona e che dichiara di trovare simpatico (soprattutto dopo che questo cade, come lui, in un calderone contenente residui di pozione magica). Si dichiara convinto che i bambini nascano portati dalle cicogne, secondo la comune credenza popolare, e quindi pensa che all'origine della vicenda ci sia stato un "grosso errore di consegna"
- Idefix: più volte incaricato di badare al bambino in assenza dei padroni, prende il suo compito sul serio ma può poco contro l'esuberanza e la forza del piccolo
- Cesarione (Césarion)[3]: il futuro Tolomeo XV, è il figlio di Giulio Cesare e Cleopatra, lasciato per la sua sicurezza davanti alla porta di Asterix dalla madre. È un paffuto bimbetto biondo estremamente vivace. Fugge spesso di casa e, grazie alla forza donatagli dalla pozione magica, si diverte a sfondare porte e a utilizzare persone e animali come sonagli
- Spinadicactus (Julius Epinedecactus)[4]: prefetto romano di Gallia, agli ordini di Bruto cerca di impossessarsi del bambino sperando in una carica a Senatore: giunge lui stesso a travestirsi da balia per intrufolarsi nel villaggio, ma la forza del piccolo lo costringerà a desistere
- Bruto (Brutus)[5]: il figlio adottivo di Cesare viene descritto come un uomo privo di scrupoli, deciso ad eliminare un bambino per sbarazzarsi di un pericoloso contendente alla eredità paterna. Giunge a mettere fuoco al villaggio per raggiungere i suoi scopi, ma alla fine viene sconfitto dai Galli e punito da Cesare

## Riferimenti storici e citazioni
In questa avventura casalinga, Asterix deve vedersela sia con il compito di prendersi cura di un neonato, per il quale ha ben poca esperienza, sia con i pettegolezzi dei compagni di villaggio, in primis della moglie del capo, Beniamina, convinta che il bambino sia davvero suo figlio, nato da una relazione extraconiugale. La trama ricorda il film Tre uomini e una culla di Coline Serreau, sebbene il fumetto sia precedente di ben due anni.
Nella tav. 41 è presente una citazione poetica quando il capo dei Pirati, Barbarossa, puntando la nave verso Brivates Portus (Brest) dice "ne approfitterò per fare una visitina a Barbara"; il riferimento è alla poesia Barbara di Jacques Prévert. Nella tavola successiva, il marinaio Baba ne canta alcune strofe, mentre gli sfortunati pirati si dirigono a nuoto verso Brest dopo aver abbandonato la nave. In continuità con altri albi di Asterix, l'arrivo nel finale di Cleopatra è contraddistinto da un grande sfarzo, con una colossale portantina a forma di sfinge, come nell'albo Asterix e Cleopatra. La regina d'Egitto è inoltre disegnata con tratti più adulti rispetto alla prima avventura ove appariva. Inoltre, questo è l'unico albo in cui il tradizionale "banchetto finale" che conclude la vicenda non si svolge nel villaggio, ma sulla galea di Cleopatra e alla presenza dello stesso Cesare. Lo stesso Uderzo definì scherzosamente la cosa come un "sacrilegio", ma giustificò la sua scelta con il fatto che la situazione era perfettamente plausibile data la trama.

## Storia editoriale
In Francia la storia fu pubblicata direttamente in albo cartonato nel 1983, dalla casa editrice Les Éditions Albert René (di proprietà della Hachette Livre).

### Edizioni estere

#### Italia
In Italia l'albo è edito, come gli altri della serie, da Mondadori; la prima edizione italiana risale all'ottobre 1983 per la traduzione di Alba Avesini. Nel 1999 la storia è stata inoltre inclusa nel volume tascabile Asterix - Le storie più belle, edito sempre da Mondadori nella collana "Super Miti". La storia è stata pubblicata a puntate anche all'interno della rivista Il Giornalino (Edizioni San Paolo), nella quale fece la sua prima apparizione nel 1984. Tale edizione è basata su quella Mondadori e presenta la stessa traduzione. Inoltre, nel 2003 la storia è stata inserita all'interno del volume Asterix, il 19° de I classici del fumetto di Repubblica, serie edita in allegato con il quotidiano La Repubblica. Anche questa edizione seguiva quella Mondadori, con stesso titolo e traduzione della storia.

## In altre lingue
Il titolo originale dell'albo, "Le fils d'Astérix", è stato tradotto come segue in alcune delle principali lingue in cui il fumetto è edito; vengono inoltre indicate la casa editrice e l'anno di prima pubblicazione:
- catalano:  El fill d'Astèrix - Salvat editores,  Spagna
- ceco: Asterixův syn - Egmont ČR,  Rep. Ceca, 2006
- coreano: 아스테릭스의 아기  (Asteriks-ui Agi) - Moonhak-kwa-Jisung-Sa,  Corea del Sud, 2007
- danese: Asterix & søn - Egmont Serieforlaget A/S,  Danimarca, 1983
- finlandese: Asterixin poika - Egmont Kustanus Oy,  Finlandia, 1984
- greco: Ο γιος του Αστερίξ - Anglo Hellenic Agency,  Grecia
- inglese: Asterix and Son - Egmont Ehapa Verlag,  Germania, 1983
- norvegese: Asterix & sønn - Egmont Serieforlaget A/S,  Norvegia, 1984
- olandese: De zoon van Asterix - Éditions Albert René (Hachette Livre),  Paesi Bassi, 1983
- polacco: Syn Asteriksa - Egmont Poland Ltd,  Polonia, 1996
- portoghese:  O filho de Astérix -  Edições ASA,  Portogallo, 1983
- spagnolo: El hijo de Asterix - Salvat editores,  Spagna
- svedese: Asterix & Son - Egmont Kärnan AB,  Svezia, 1983
- tedesco: Der Sohn des Asterix - Egmont Ehapa Verlag,  Germania, 1983